# Serrines, madera de actor
Serrines, madera de actor es una serie de televisión española de comedia y metaficción creada por Ángel Cañas y David Cavanilles para Prime Video. Está producida por Producciones Mandarina y protagonizada por Antonio Resines. Se estrenó en Prime Video el 12 de enero de 2024, antes de su emisión en televisión tradicional en uno de los canales de Mediaset España.

## Trama
Serrines (Antonio Resines) es un intérprete veterano que ha gozado de gloria en su carrera gracias a haber protagonizado la popular serie Los Tocino, lo que le valió el éxito, la fama y el dinero, pero no su principal aspiración: ganarse el respaldo de la crítica y el prestigio tanto de la industria como de sus compañeros. Cuando está a punto de protagonizar el reboot de Los Tocino, Serrines deja en la estacada al servicio de streaming que lo produce y decide dar un nuevo enfoque a su carrera, contratando a la hija de su primo para que le busque obras sesudas en las que pueda interpretar un papel que le consagre como actor. Sin embargo, una circunstancia inesperada le llevará a aparcar sus pretensiones y participar en campañas publicitarias de productos de segunda, entre otros trabajos, para continuar sobreviviendo. 

## Reparto

### Principal
- Antonio Resines como Antonio Serrines
- Jorge Sanz como Roque Madrazo (Episodio 1 - Episodio 3; Episodio 5 - Episodio 8)
- Lucía de la Fuente como Henar (Episodio 1 - Episodio 5; Episodio 7 - Episodio 8)
- Marta Flich como Sandra Soler
- Ginés García Millán como Jesús Montalvo (Episodio 1 - Episodio 2; Episodio 8)
- Luis Bermejo como Martínez-Abanda (Episodio 1 - Episodio 3)
- María Morales como Lola Solsona (Episodio 1 - Episodio 5; Episodio 8)
- Jesús Castejón como Bosco (Episodio 1 - Episodio 2; Episodio 4; Episodio 7 - Episodio 8)
- Jaime Pujol como Tomás Quintanilla (Episodio 1 - Episodio 2; Episodio 4 - Episodio 5; Episodio 7 - Episodio 8)
- Ana Morgade como Presentadora de los premios (Episodio 1; Episodio 8)
- Carmen Ruiz[a]como Terapeuta de Serrines (Episodio 2; Episodio 4 - Episodio 5)
- Teté Delgado como Rossy (Episodio 3 - Episodio 6; Episodio 8)
- Natalia Hernández como Laura (Episodio 4 - Episodio 5)
- Canco Rodríguez como Flexo (Episodio 5 - Episodio 7)

Notas
1. ↑  Carmen Ruiz es acreditada como recurrente en el segundo episodio.

## Capítulos
| N.º | Título                      | Dirigido por  | Escrito por                                                    | Fecha de lanzamiento original |
| --- | --------------------------- | ------------- | -------------------------------------------------------------- | ----------------------------- |
| 1   | «El prestigio»              | Jaime Botella | Javier Aguayo, Germán Aparicio, Ángel Cañas y David Cavanilles | 12 de enero de 2024           |
| 2   | «El beso de la mujer araña» | Jaime Botella | Javier Aguayo, Germán Aparicio, Ángel Cañas y David Cavanilles | 12 de enero de 2024           |
| 3   | «Show Must Go Home»         | Jaime Botella | Javier Aguayo, Germán Aparicio, Ángel Cañas y David Cavanilles | 12 de enero de 2024           |
| 4   | «Esto lo hago yo dormido»   | Jaime Botella | Javier Aguayo, Germán Aparicio, Ángel Cañas y David Cavanilles | 12 de enero de 2024           |
| 5   | «Canino»                    | Jaime Botella | Javier Aguayo, Germán Aparicio, Ángel Cañas y David Cavanilles | 12 de enero de 2024           |
| 6   | «Es el mercado, amigo»      | Jaime Botella | Javier Aguayo, Germán Aparicio y Manel Nofuentes               | 12 de enero de 2024           |
| 7   | «Piensa en el dinero»       | Jaime Botella | Javier Aguayo, Germán Aparicio y Ana Muniz da Cunha            | 12 de enero de 2024           |
| 8   | «Propofol y circo»          | Jaime Botella | Javier Aguayo y Germán Aparicio                                | 12 de enero de 2024           |

## Producción
El 11 de abril de 2022, el actor Antonio Resines anunció que iba a rodar una "comedia patética" titulada Serrines, madera de actor. Al día siguiente, Mediaset España anunció que había adquirido el proyecto. En abril de 2023, se anunció que el rodaje de la serie había comenzado, con Jorge Sanz, Marta Flich y Ana Morgade confirmados entre los actores que acompañarían a Resines.

## Lanzamiento y marketing
En abril de 2023, junto con el anuncio del inicio del rodaje, se anunció que Prime Video había adquirido la serie para estrenarla en su plataforma. En octubre de 2023, durante la presentación de la serie en el South International Series Festival, se reportó que la serie se estrenaría a principios de 2024. El 23 de diciembre de 2023, Prime Video desveló que la serie se estrenaría en su plataforma el 12 de enero de 2024, antes de emitirse en televisión tradicional en un canal de Mediaset en un futuro próximo.
El 5 de enero de 2024, Prime Video lanzó el tráiler de la serie. El 11 de enero de 2024, un día antes del estreno de la serie en Prime Video, Mediaset anunció que ese mismo día su canal temático FDF emitiría los dos primeros capítulos de la serie.

## Recepción
Juan Arcones de El Televisero describió a la serie como "un conjunto de lugares comunes, que ya hemos visto otras veces, y mejor planteados" y también fue crítico con la comedia, diciendo que "ahora, todo suena a viejo, a humor facilón y reciclado" y que "cuando Serrines trata de ser una serie irreverente, se queda a medias, y tira de lo mismo de siempre", aunque elogió el reparto y en especial la química entre Antonio Resines y Jorge Sanz, concluyendo que es "una serie divertida para los fans del actor, y que en otras manos podría haber sido mucho mejor".